# 审美疲劳
审美疲劳 (Aesthetic Fatigue) 是一个美学术语，指对某审美对象所产生的美感和审美兴奋逐渐减弱，并对此对象不再产生较强的美感，甚至对此事物感到厌恶的一种心理现象。在现实生活中被引申为：人们对生活中的某人或某事物所产生的美感不再感到审美兴奋和产生喜爱之情，反而产生厌恶、厌倦或者司空见惯的感觉。审美疲劳存在于许多方面（视觉、听觉等）。而一般的通俗的释义是：觉得美的东西看多了就不觉得美了。

## 心理学的解释
当反复、高频率地欣赏某一样当初很喜爱、很产生美感的事物时，人就会逐渐产生一种厌倦、厌烦的心理。